# كريستينا ليلي
كريستينا ليلي (بالإسبانية: Kristina Lilley)‏ وهي ممثلة أمريكية كولومبية ولدت في يوم 31 أغسطس 1963 في مدينة نيويورك الولايات المتحدة مثلت في مسلسل آلام خفية.

## روابط خارجية
- كريستينا ليلي على موقع IMDb (الإنجليزية)
- كريستينا ليلي على موقع قاعدة بيانات الفيلم (الإنجليزية)